# Van den Steen
Van den Steen (ook: Van den Steen van Ommeren en Van den Steen van Wadestein) is een Nederlands patriciërsgeslacht dat afkomstig is uit de Utrechtse stad IJsselstein.

## Beschrijving
De stamvader van het geslacht Van den Steen is de omstreeks 1555 geboren Herman van den Steen. Hij was thesaurier en ontvanger van de domeinen van de stad IJsselstein. Van den Steen trouwde in 1580 te Brussel met Catharina Vlas. Zijn zoon Jacob van den Steen (ca. 1581-ca. 1630) was rentmeester van het graafschap Buren. Zijn nakomelingen vervulden bestuurlijke functies in Gelderland, onder meer in de steden Tiel en Zaltbommel. Drie opeenvolgende generaties van de familie waren burgemeester van Tiel en twee familiegeneraties waren burgemeester van Zaltbommel. Eveneens waren leden der familie actief op provinciaal niveau.
Leden van het geslacht hadden onder meer de landgoederen Ommeren en Wadestein in bezit. Eveneens waren telgen heren van Erlecom, Gendt, Ommeren en Wadestein.
De patrilineaire genealogie van het geslacht Van den Steen is opgenomen in het Nederland's Patriciaat in de zesendertigste jaargang (1950).

## Bekende leden

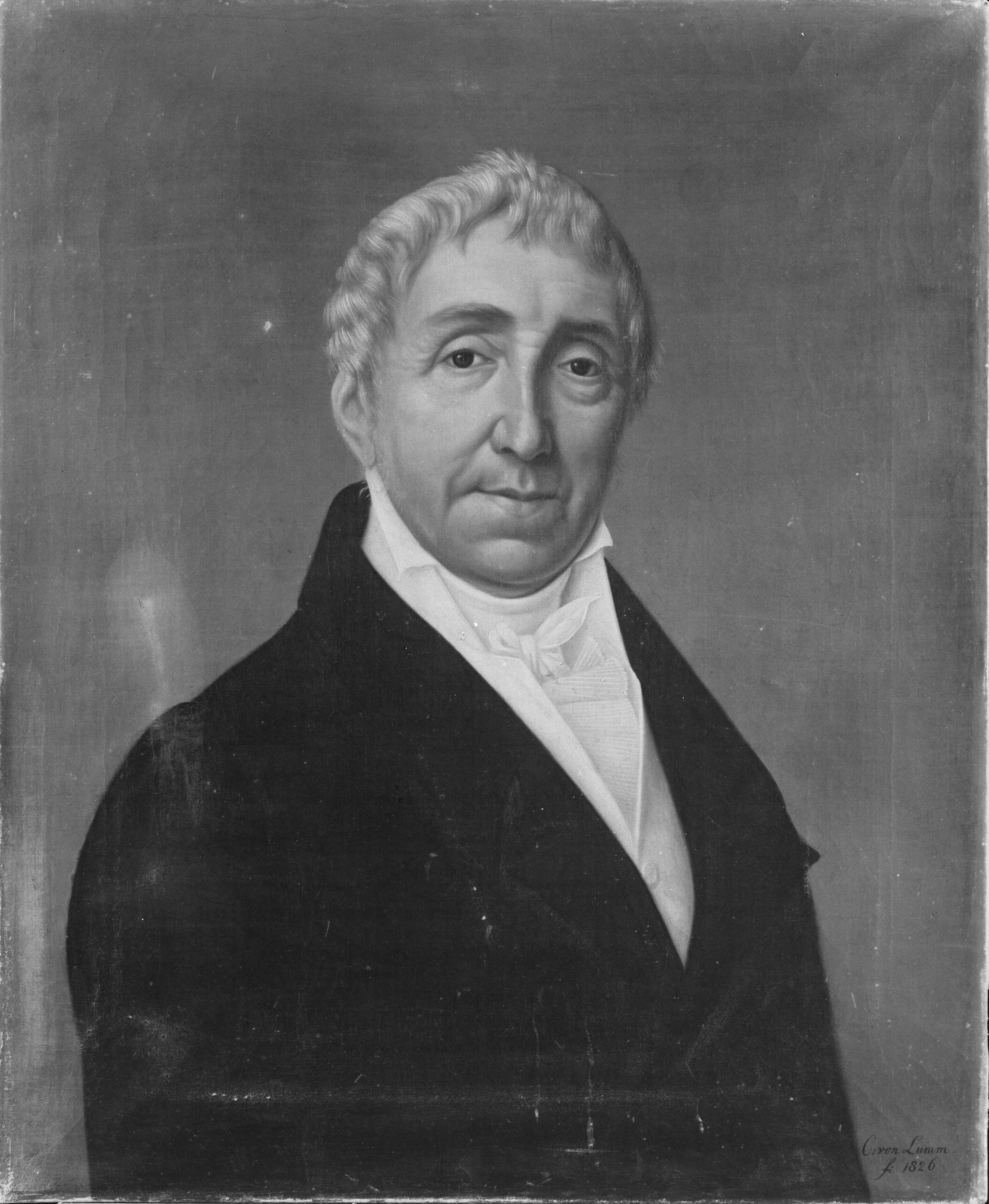
Mr. Arend François van den Steen (1766-1842)

Hieronder worden diverse bekende leden der familie weergegeven, met familierelaties:
- Mr. Jacob van den Steen (1616-1683), burgemeester van Tiel en gecommitteerde ter Staten-Generaal; trouwde in 1664 met Anna de Bye, vrouwe van Ommeren en van Wadestein (1636-1713)
  - Arent van den Steen, heer van Ommeren en van Wadestein (1668-1723), burgemeester van Tiel
    - Jacob Nicolaas van den Steen, heer van Ommeren en van Wadestein (1695-1777), burgemeester van Tiel, raad en rekenmeester van Gelderland
      - Diederik Gerard van den Steen, heer van Ommeren en van Wadestein (1724-1797), burgemeester van Zaltbommel en bewindvoerder van de VOC
        - Maria Jacoba van den Steen (1750-1830); trouwde in 1793 met mr. Franc van der Burch (1733-1803), burgemester van Delft
        - Jacob Diederik van den Steen, heer van Ommeren en van Wadestein (1751-1823), burgemeester van Tiel, lid Vergadering van Notabelen
          - Diederik Jacob Arend van den Steen, heer van Ommeren (1780-1811), landschrijver Tielerwaard
            - Diederik Jacob Arend Gerard François van den Steen van Ommeren, heer van Ommeren en van Wadestein (1811-1847), 2e luitenant
              - Arend François Louis Gerard Henri van den Steen van Ommeren (1842-1920), burgemeester van Krommenie en Nijkerk
                - Mr. dr. Leonard Cornelis van den Steen van Ommeren (1884-1937), burgemeester van Hellendoorn

        - Adriana Maria Johanna van den Steen (1759-1791); trouwde in 1781 met mr. Gerard van Hasselt (1751-1825), schepen, raad en burgemeester van Arnhem, historieschirjver van Willem V
        - Arend François van den Steen, heer van Erlecom en van Gendt (1766-1842), burgemeester van Nijmegen

      - Mr. Jacob Bertram van den Steen (1726-1793), veertigraad, schepen en burgemeester te Leiden